# Toreo Parque Central

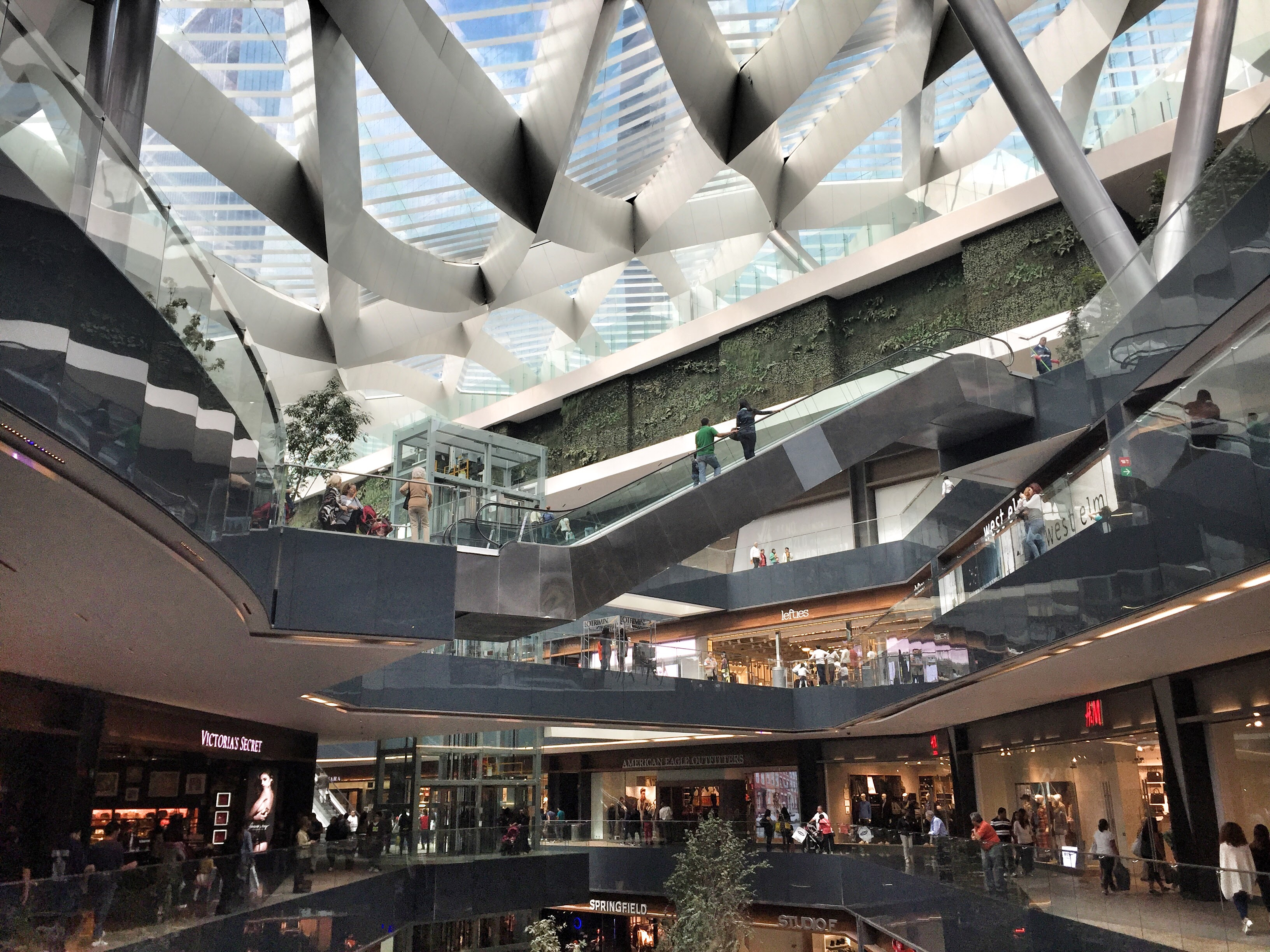
Interior de la plaza Toreo Parque Central

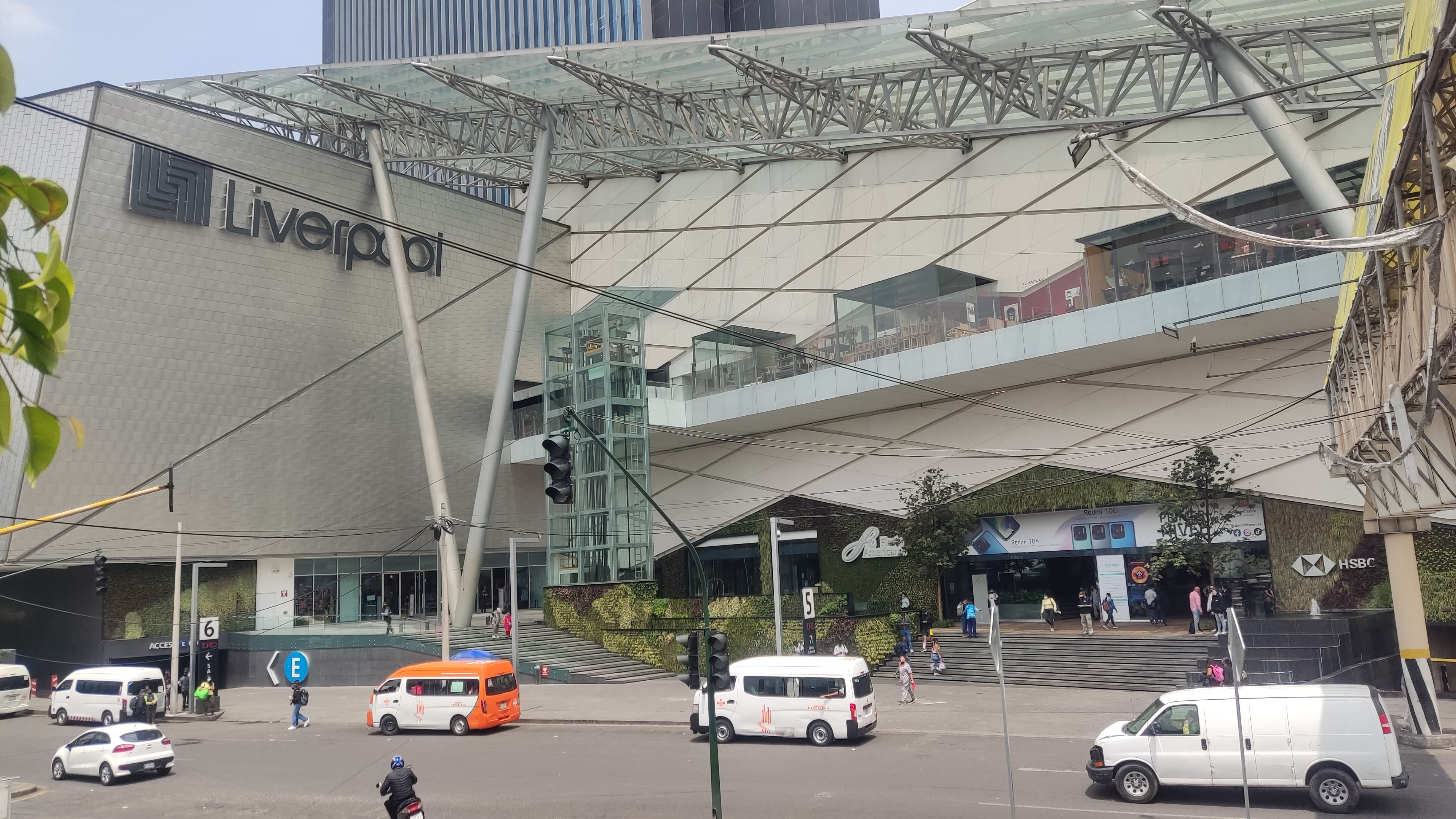
Exterior de Toreo Parque Central

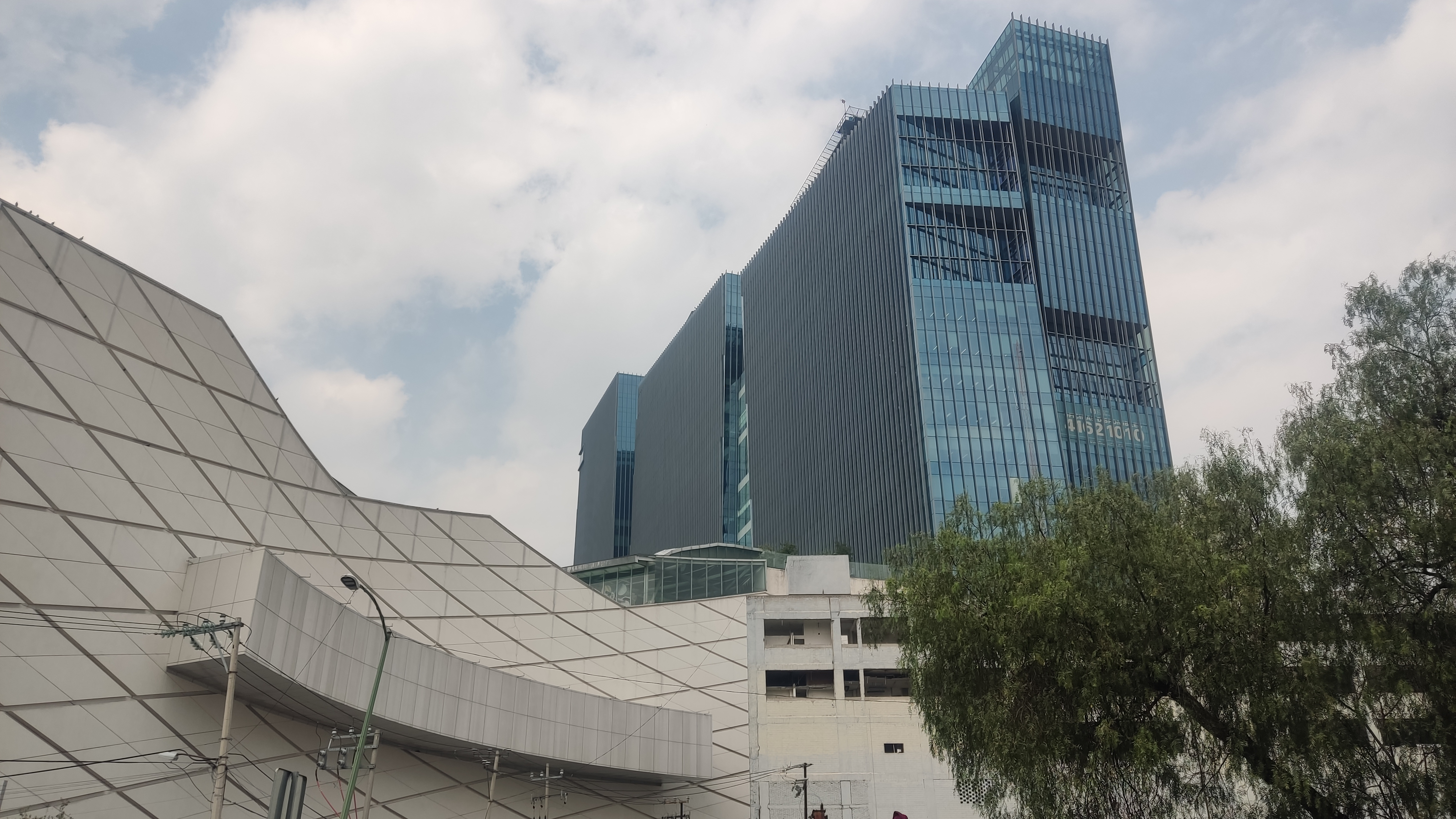
Torre Corporativa

Toreo Parque Central

Toreo Parque Central

Toreo Parque Central

Toreo Parque Central

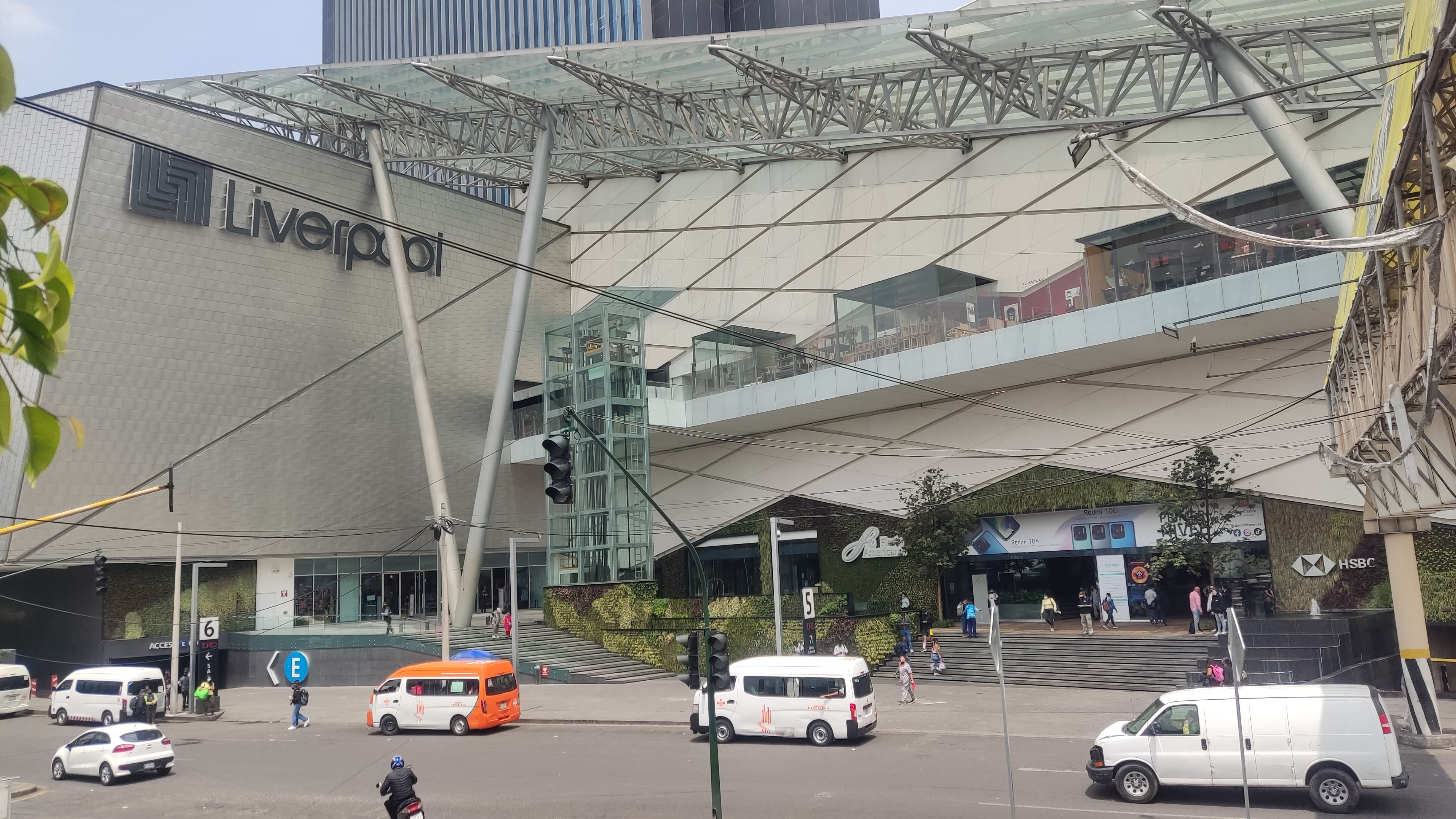
Toreo Parque Central

Toreo Parque Central es un desarrollo de uso mixto en Naucalpan, Estado de México, Gran Ciudad de México. Fue construido sobre el solar del antiguo Toreo de Cuatro Caminos. Está posicionado sobre la línea que divide la Ciudad y el Estado de México (Lomas de Sotelo del municipio de Naucalpan) al lado oriente de la Anillo Periférico. Se ubica entre dos centros comerciales principales de la zona: Antara Polanco, 3 km al sur  y Plaza Satélite, 7 km al norte. 
El centro comercial se inauguró de manera preliminaria en noviembre del 2014, y posteriormente, el presidente de la República Enrique Peña Nieto asistió a su gran inauguración oficial en el mes de junio del 2015. El centro comercial forma parte de un complejo más grande de 473 000 mm2 desarrollado por Grupo Danhos, que también incluye tres torres de oficinas y un hotel. El arquitecto fue Javier Sordo Madaleno, quien también diseñó ARTZ Pedregal y Antara Fashion Hall.
Con la apertura de la tienda departamental Liverpool de unos 20 000 m2 en octubre de 2017, el centro comercial cuenta con un total de 90, 000 m2 de área bruta arrendable, ya es uno de los centros comerciales más grandes de la Zona metropolitana del valle de México. Otras tiendas anclas son un hipermercado Selecto Chedraui, Sanborns, H&M y Cinépolis .